# Ilha de São Jorge (Ilhas Salomão)
A ilha de São Jorge (San Jorge) é a segunda maior ilha da Província de Isabel, nas Ilhas Salomão. A ilha fica a sul da ilha de Santa Isabel junto à baía dos Mil Barcos. São Jorge tem 184 km² de área e menos de 1000 habitantes, distribuídos por quatro aldeias.
O primeiro registo de visitas de europeus foi o da expedição do navegador espanhol Álvaro de Mendaña em 21 de abril de 1568.